# Турава (гмина)
Турава (пол. Turawa) — сельская гмина (волость) в Польше, входит как административная единица в Опольский повет (силезский), Опольское воеводство. Население — 9547 человек (на 2004 год).

## Демография
| Перепись                       | Всего   | Всего | Женщины | Женщины | Мужчины | Мужчины |
| ------------------------------ | ------- | ----- | ------- | ------- | ------- | ------- |
| Единицы                        | человек | %     | человек | %       | человек | %       |
| Население                      | 9547    | 100   | 4905    | 51,4    | 4642    | 48,6    |
| Плотность населения (чел./км²) | 55,7    | 55,7  | 28,6    | 28,6    | 27,1    | 27,1    |

## Сельские округа
1. Бердзаны
2. Кадлуб-Туравски
3. Котуж-Малы
4. Котуж-Вельки
5. Лигота-Туравска
6. Осовец-Слёнски
7. Пшисюлек
8. Тшенсина
9. Жендзув
10. Турава
11. Маршалки
12. Венгры
13. Закшув-Туравски
14. Завада

## Поселения
1. Борек

## Соседние гмины
1. Гмина Хшонстовице
2. Гмина Лясовице-Вельке
3. Гмина Лубняны
4. Ополе
5. Гмина Озимек
6. Гмина Зембовице